# Football Club UNA Strassen
L'FC UNA Strassen, fondato nel 1922, è una società calcistica professionistica con sede a Strassen, nel Lussemburgo meridionale. Milita nella massima serie del calcio lussemburghese, la Division Nationale, insieme ad altre 15 squadre.

## Storia
Il club fu fondato nel 1922 come Union Athlétique Strassen. La squadra iniziò a scalare la piramide calcistica lussemburghese alla fine degli anni '90, ottenendo gradualmente la promozione in Division Nationale dopo la stagione 2014-15.
La prima promozione avvenne nella stagione 1998-99 quando l'UNA Strassen raggiunse la vetta di uno dei 4 gruppi della 4ª Divisione, guadagnandosi così la promozione in 3ª Divisione.
Dopo poco più di 10 anni, la squadra ottenne una seconda promozione. Nella stagione 2010-11, l'UNA Strassen si assicurò il primo posto in uno dei due gironi della 3ª Divisione, ottenendo così la promozione in Éirepromotioun.
La loro permanenza in Seconda Divisione fu piuttosto breve: la squadra impiegò solo 4 anni per raggiungere la massima serie. Al termine della stagione 2014-15, l'UNA Strassen ottenne infatti la promozione dalla Éirepromotioun alla Division Nationale 2015-2016. La squadra si piazzò al terzo posto, come già avvenuto due anni prima, ma vinse questa volta i play-off per la promozione.
L'UNA Strassen si affermò quindi come una delle squadre più importanti del Lussemburgo, ottenendo 5 piazzamenti nella top 10 (su 16) in 5 stagioni, oltre ad ottimi risultati anche nelle coppa nazionale, giungendo in semifinale della Coupe de Luxembourg 2023-2024 poi persa 2-0 contro lo Swift Hesperange. 
Al termine della Division Nationale 2023-2024, l'UNA Strassen si qualificò per la prima volta alle competizioni europee, qualificandosi per la Conference League 2024-25 nonostante il sesto posto in campionato (al di fuori dei piazzamenti di qualificazione, che sono il primo, il secondo, il terzo posto oltre ai vincitori della Coppa nazionale). Questo avvenne perché allo Swift Hesperange e al Jeunesse Esch furono negate le licenze UEFA Pro.
Al termine della Division Nationale 2024-2025, l'UNA Strassen raggiunse il suo miglior piazzamento di sempre nella massima serie lussemburghese, classificandosi al secondo posto. Questo ha permesso alla squadra di qualificarsi per le competizioni europee per la seconda volta in assoluto, dopo la stagione precedente. Questa volta, tuttavia, si qualificò direttamente al secondo turno preliminare della Conference League 2025-26, invece che al primo turno preliminare come la stagione precedente. Inoltre uno dei suoi attaccanti, Matheus Nogueira de Souza, fu il capocannoniere del campionato.

## Competizioni europee
L'UNA Strassen ha giocato solo due partite nelle competizioni europee nella sua storia, una doppia sfida contro la squadra finlandese del Kuopion Palloseura (KuPS). La partita si è giocata nel primo turno preliminare della UEFA Conference League 2024-25, che la squadra perse complessivamente per 5-0.